# Liste de sigles de cinq caractères
Cette liste est sans doute incomplète et peut-être mal ordonnée. Votre aide est la bienvenue !
| Sigles de 2 caractères   |
| Sigles de 3 caractères   |
| Sigles de 4 caractères   |
| ► Sigles de 5 caractères |
| Sigles de 6 caractères   |
| Sigles de 7 caractères   |
| Sigles de 8 caractères   |

Cet article contient une liste de sigles et d'acronymes de cinq caractères (lettres ou chiffres). Celle-ci est non exhaustive.
- Haut – A
- B
- C
- D
- E
- F
- G
- H
- I
- J
- K
- L
- M
- N
- O
- P
- Q
- R
- S
- T
- U
- V
- W
- X
- Y
- Z

## 0-9
- 269LA : association antispéciste
- 269LF : Branche française de l'association 269 Life

- Haut – A
- B
- C
- D
- E
- F
- G
- H
- I
- J
- K
- L
- M
- N
- O
- P
- Q
- R
- S
- T
- U
- V
- W
- X
- Y
- Z

## A
- AAAAA : Association amicale des amateurs d'andouillette authentique et Association des authentiques amis d'Alphonse Allais
- AANAL : Association pour l'apologie du neuvième art libre
- AATDM : Association des anciens des troupes de marine
- ABAMJ : Association belge d'arts martiaux japonais (Belgique)
- AC/DC
- AC/FA : Arythmie cardiaque par fibrillation auriculaire.
- ACFAS : Association canadienne-française pour l'avancement des sciences, maintenant l'Association francophone pour le savoir
- ACFCI : Assemblée des chambres françaises de commerce et d'industrie
- ACICI : Agence de coopération et d’information pour le commerce international
- ACIPA : Association citoyenne intercommunale des populations concernées par le projet d'aéroport de Notre-Dame-des-Landes
- ACTEP : Association des collectivités territoriales de l'Est parisien
- ADAYG : Association pour le développement de l'agriculture dans l'Y grenoblois
- ADCAM :
  - Association pour le Développement du Cinéma, de l'Audiovisuel et du Multimédia
  - Action démocratique pour le changement et l'alternance au Mali
- ADDEC : Association pour la défense des droits des étudiants du Cameroun
- Adéic : Association de défense, d'éducation et d'information du consommateur
- ADELE : Administration électronique
- ADEME : Agence de l'environnement et de la maîtrise de l'énergie (France)
- ADEXP : (en)Air Traffic Services Data Exchange Presentation, format d'échange entre calculateurs pour la gestion des flux de trafic aérien
- AECID : Agence espagnole pour la coopération internationale au développement
- AEDTF : Association européenne pour le développement du transport ferroviaire (siège à Grenoble)
- AFCDP : Association française des correspondants à la protection des données à caractère personnel
- AFCEL : Association française pour la connaissance de l'ex-libris
- AFDET :
  - Association française pour le développement de l'enseignement technique
  - Association francophone des diplômés et étudiants en tabacologie
- Afnic : Association française pour le nommage Internet en coopération
- AFNOR : Association française de normalisation
- AFPAH : Agence française de protection et d'amélioration de l'habitat
- AFSCA : Agence fédérale pour la sécurité de la chaîne alimentaire (Belgique)
- AFSEP : Association française des sclérosés en plaques
- AFSSA : Agence française de sécurité sanitaire des aliments
- AGGIR : Autonomie gérontologique - Groupes iso-ressources
- AGIRC : Association générale des institutions de retraite des cadres
- AICVF : Association des ingénieurs en climatique, ventilation et froid
- AIEMA : Association internationale pour l'étude de la mosaïque antique
- ALADI : Association latino-américaine d’intégration
- ALALE : Association latino-américaine de libre-échange
- ALARM : (en)Air-Launched Anti-Radiation Missile, missile anti-radar
- ALENA : Accord de libre-échange nord-américain
- Algol : (en)Algorithmic oriented Language, un langage de programmation
- AMDEC : Analyse des modes de défaillances, de leurs effets et criticités
- AMICE : Association des assureurs mutuels et coopératifs en Europe
- AMeLi : Assurance maladie en ligne
- AMORC : (la)Antiquus Mysticusque Ordo Rosae Crucis (« Ancien et mystique ordre de la Rose-Croix »)
- AMPBD : Association marocaine de prévention bucco-dentaire
- AMREF : Association pour la médecine et la recherche en Afrique
- ANEMF : Association nationale des étudiants en médecine de France
- ANENA : Association nationale pour l'étude de la neige et des avalanches
- ANGed : Agence nationale de gestion des déchets, en Tunisie
- ANLCI : Agence nationale de lutte contre l'illettrisme
- ANPAA : Association nationale de prévention en alcoologie et addictologie
- Anses : Agence nationale de sécurité sanitaire de l'alimentation, de l'environnement et du travail
- ANVAR : Agence nationale de valorisation de la recherche (France)
- ANZAC : (en)Australian and New Zealand Army Corps, un corps d'armée formé de troupes australiennes et néo-zélandaises qui combattirent pendant la Première Guerre mondiale
  - Division montée de l'ANZAC, une division du corps précédent
  - Classe Anzac, une classe de frégates de la Royal Australian Navy et de la Royal New Zealand Navy
  - ANZAC Test, un test match de rugby à XIII entre l'Australie et la Nouvelle-Zélande
  - Journée de l'ANZAC célébrée le 25 avril de chaque année en mémoire des troupes de l'ANZAC
  - Biscuit ANZAC, nommé en l'honneur du corps d'armée
- AOSIS : (en)Alliance of Small Island States (« Alliance des petits États insulaires »)
- APACE : Association pour la protection de l'art chinois en Europe
- APAJE : Allocation parentale accueil jeune enfant (France)
- APAVE : Association des propriétaires d'appareils à vapeur et électriques
- APEBI : Association des Professionnels de l’Équipementier et de la Bureautique Informatique (au Maroc)
- APELL : Sensibilisation et préparation aux accidents industriels au niveau local
- APMEP : Association des professeurs de mathématiques de l'enseignement public
- AQIII : Association québécoise des informaticiennes et informaticiens indépendants
- ARIEL :
  - (en)Atmospheric Remote-Sensing Infrared Exoplanet Large-survey (« Étude systématique de l'atmosphère des exoplanètes par télédétection dans l'infrarouge »), un télescope spatial de l'Agence spatiale européenne
  - (en)All a-Round Intercept and Escort Lady, une nouvelle de science fiction de Yūichi Sasamoto et son adaptation en une série d'anime
- ARIMA 
  - en particulier, AutoRegressive Integrated Moving Average, modèle statistique de prévision
- ARPEJ : Autorité de régulation et de programmation des extractions judiciaires (France)
- ARRCO : Association des régimes de retraite complémentaire
- ARSOM : Académie royale des sciences d'outre-mer, en Belgique
- ASCII : (en)American Standard Code for Information Interchange
- ASECB : Association des stagiaires et étudiants camerounais de Bordeaux
- Asics : (la)Anima Sana In Corpore Sano, équipementier sportif
- ASMP-A : Air-sol moyenne portée amélioré, missile de croisière français
- ATAPI : (en)Attachment Pac and Interface
- ATILF : Analyse et traitement informatique de la langue française
- ATLAS
- ATpro : Associations Transitions pro, en France
- ATSEM : Agent territorial spécialisé des écoles maternelles, en France (cadre d'emplois qui a remplacé en 1989 les ASEM)
- ATTAC : Association pour la taxation des transactions pour l'aide aux citoyens
- ARCEP : Autorité de régulation des communications électroniques et des postes (anciennement ART : Autorité de régulation des télécommunications)
- AUCAM : Association universitaire catholique pour l'aide aux missions
- AUCIL : (en)African Union Commission of International Law (« Commission de l'Union africaine pour le droit international »)
- AWACS : (en)Airborne Warning and Control System

- Haut – A
- B
- C
- D
- E
- F
- G
- H
- I
- J
- K
- L
- M
- N
- O
- P
- Q
- R
- S
- T
- U
- V
- W
- X
- Y
- Z

## B
- BASIC : (en) Beginner’s All-purpose Symbolic Instruction Code
- BCEAO : Banque centrale des États de l’Afrique de l’Ouest
- BCPST : Biologie Physique Chimie Science de la Terre
- BICRA : (en) Banking Industry Country Risk Assessment
- BNSPR : Banque Nationale des Sangs de Phénotype Rare
- BNSSA : Brevet national de sécurité et de sauvetage aquatique, en France
- BOAMP : Bulletin officiel des annonces de marchés publics, en France
- BOINC : (en)Berkeley Open Infrastructure for Network Computing
- BRAFA ou Brafa : (en) Brussels Art Fair (« Foire d'objets d'art de Bruxelles »)
- BRICS : Brésil, Russie, Inde, Chine et Afrique du Sud

- Haut – A
- B
- C
- D
- E
- F
- G
- H
- I
- J
- K
- L
- M
- N
- O
- P
- Q
- R
- S
- T
- U
- V
- W
- X
- Y
- Z

## C
- CAC40 : Cotation assistée en continu des 40 actions les plus actives
- CACES : Certificat d'aptitude à la conduite en sécurité
- CAMES : Conseil africain et malgache pour l'enseignement supérieur
- CAMIF : Coopérative de consommation des adhérents de la mutuelle d'assurance des instituteurs de France
- CAMSP : Centre d'action médico-sociale précoce
- CANCA : Communauté d'agglomération de Nice-Côte d'Azur
- Cap21 : Citoyenneté, Action, Participation pour le XXIe siècle
- CAPBP : Communauté d'Agglomération Pau Béarn Pyrénées
- CAPES : Certificat d’aptitude au professorat de l’enseignement du second degré
- CapEx : CAPital EXpenditure en anglais, soit investissement ou immobilisation (voir CAPEX - OPEX)
- CAPOI : Conférence des Associations du Personnel des Organisations Internationales
- CARME : Centre d'Applications et de Recherches en Microscopie Électronique (Laboratoire de la police scientifique)
- CARMF : Caisse autonome de retraite des médecins de France
- CARMI : Caisse régionale de la sécurité sociale dans les mines, service territorial de la Caisse autonome nationale de la sécurité sociale dans les mines
- CARPA : Caisse des Règlements Pécuniaires des Avocats
- CAVAM : Communauté d'agglomération de la Vallée de Montmorency (France)
- CCIFR : Chambre de Commerce et d'Industrie Française en Russie
- CCITT : (en)Consultative Committee for International Telegraph and Telephone, ou Comité Consultatif International Télégraphique et Téléphonique
- CCSIE : Centre de Compétence pour la Sécurité de l'Information des Entreprises - HEG Genève
- CCSPP : Comité de coordination des secteurs public et parapublic de la CSN
- CDADI : Comité directeur sur l’anti-discrimination, la diversité et l’inclusion du Conseil de l'Europe
- CDBCO : Comité départemental de badminton de Côte d'Or
- CDPDJ: Commission des droits de la personne et des droits de la jeunesse
- CDPDQ: Caisse de dépôt et placement du Québec
- CD-ROM : (en) Compact Disk Read Only Memory
- CECAP : Centre d'entraînement au combat d'Arta Plage
- CECEI : Comité des établissements de crédit et des entreprises d'investissement
- CEDAG : Centre d'études et de recherche en droit des affaires et de gestion
- CEDEX : Courrier d'entreprise à destination exceptionnelle
- CEDIP  : Comité européen des instructeurs de plongée professionnels
- CEDRE , entre autres :
  - Centre de documentation de recherche et d'expérimentation sur les pollutions accidentelles des eaux
  - Centre d’entraide pour les demandeurs d’asile et les réfugiés
  - Comité des Entrepreneurs pour un Développement Responsable de l’Economie (CEDRE), une association loi de 1901 réunissant des entrepreneurs
- CEGEP : Collège d'enseignement général et professionnel (Québec)
- CEGES :
  - Centre d'études guerre et société
  - Conseil des Entreprises, Employeurs et Groupements de l'Économie Sociale
- CELAM : Conseil épiscopal latino-américain
- CELAT : Centre de recherche Cultures Arts Sociétés
- CELCL : Contre l'Enseignement du Latin au Collège et Lycée
- CEMAC : Communauté économique et monétaire de l'Afrique centrale
- CEMEA : Centre d'entraînement aux méthodes d'éducation active
- CENAC : Centre pour l'action non-violente
- CENTR : (en) Council of European National Top level domain Registries, association de registres de noms de domaine européens
- CEPAP : Coopération économique pour l'Asie-Pacifique, surtout connue en français par l'acronyme anglais APEC ((en)Asia-Pacific Economic Cooperation)
- CEPCM : Centre européen de prévention et de contrôle des maladies
- CEPEJ : Commission européenne pour l'efficacité de la justice
- CERAS : Centre de recherche et d'action sociales
- CERFA : Centre d'enregistrement et de révision des formulaires administratifs
- CESAP : Commission économique et sociale pour l'Asie et le Pacifique
- CESIF :
  - Centre d'expertise en soins infirmiers à la famille (Faculté des sciences infirmières de l'Université de Montréal)
  - Corporation des étudiants en soins infirmiers et infirmiers de France
  - Collectif pour l'économie solidaire en Île de France
- CESDH : Convention européenne des droits de l'homme
- CETIM : Centre technique des industries mécaniques
- CEVPU : Conférence des étudiants vice-présidents d'université
- CFATG : Club Francophone de l'AuTophaGie
- CFONB : Comité français d'organisation et de normalisation bancaires, organisme AFB de normalisation bancaire auteur des normes ETEBAC et EDIFACT
- CGIAR : Groupe consultatif de la recherche agricole internationale
- CGPME : Confédération générale des petites et moyennes entreprises (France)
- CHAIC : (en) CHanghe Aircraft Industries Corporation, entreprise chinoise spécialisée dans la construction d'hélicoptère
- CHSCT : Comité d'hygiène, de sécurité et des conditions de travail
- CHSLD : Centre d'hébergement de soins de longue durée, au Québec
- CIAPP : Conseil international pour la Protection des Pyrénées
- CIASI : Comité interministériel pour l'aménagement des structures industrielles (France).
- CICAM : Cotonnière Industrielle du Cameroun
- CICTA : Commission internationale pour la conservation des thonidés de l'Atlantique
- CIFAD : Centre International de Formation à Distance
- CIFRE : Convention industrielle de formation par la recherche (France)
- CIGRÉ : Conseil International des Grands Réseaux Électriques
- CILSS : Comité permanent inter-États de lutte contre la sécheresse dans le Sahel
- CIMAT : Centro de Investigación en Matemáticas (Mexique)
- CINOR : Communauté intercommunale du nord de La Réunion (France)
- CIPAR : Centre interdiocésain du patrimoine et des arts religieux (Wallonie, Belgique)
- CIRAD : Centre de coopération internationale en recherche agronomique pour le développement
- CIRED : Centre international de recherche sur l'environnement et le développement ou Congrès International des Réseaux Electriques de Distribution
- CIRES :
  - (en)Cooperative Institute for Research in Environmental Sciences
  - Centre industriel de regroupement, d'entreposage et de stockage
- CIRIL : Centre inter-régional d'informatique de Lorraine (France)
- CISSS : Centre intégré de santé et de services sociaux (Québec)
- Clewi : (en)Cost of Living Extremely Well Index, indice de prix adapté aux très hauts niveaux de vie publié par Forbes
- CLOUS : Centre local des œuvres universitaires et scolaires (France)
- CLSID : (en)CLasS IDentifier, GUID pour un objet OLE.
- CLSPD : Conseil local de sécurité et de prévention de la délinquance (France)
- CMADQ : Conservatoire de musique et d'art dramatique du Québec
- CNAPS , entre autres :
  - Conseil national des activités privées de sécurité (France)
- CNCDH : Commission nationale consultative des droits de l’homme
- CNFPT : Centre national de la fonction publique territoriale (France)
- CNMHE : Comité national pour la mémoire et l’histoire de l’esclavage
- CNMNC : (en)Commission on New Minerals, Nomenclature and Classification (« Commission des nouveaux minéraux, de la nomenclature et de la classification »), un organe permanent de l'Association internationale de minéralogie
- CNOUS : Centre national des œuvres universitaires et scolaires
- CNRGS : Centre National de Référence pour les Groupes Sanguins, service spécialisé de l'INTS.
- CNRHP : Centre National de Référence en Hémobiologie Périnatale
- CNRPU : Comité national de réflexion sur la professionnalisation de l'université
- CNRTL : Centre National de Ressources Textuelles et Lexicales
- CNSMD appellation générique et institutionnelle des :
  - Conservatoire national supérieur de musique et de danse de Paris (CNSMD de Paris) ;
  - Conservatoire national supérieur de musique et de danse de Lyon (CNSMD de Lyon).
- CNUED : Conférence des Nations unies sur l'environnement et le développement
- COBOL : (en) Common Business-Oriented Language
- COCOF : Commission communautaire française de la région de Bruxelles-Capitale
- COMEX : Compagnie maritime d'expertises
- COMLE : Commandement de la Légion étrangère
- COP21 : Conférence de Paris de 2015 sur le climat (21e conférence des parties à la Convention-cadre des Nations unies sur les changements climatiques)
- COPEI : (es)Comité de Organización Política Electoral Independiente, Comité d'organisation politique électorale indépendante, parti politique vénézuélien
- COPES : Commandos d'opérations spéciales, dans la police colombienne
- COPPA : (en)Children's Online Privacy Protection Act, loi sur la protection de la vie privée des enfants en ligne, aux États-Unis
- COPsy : Conseiller d'orientation psychologue, ancien statut de psychologue de l'Éducation nationale en France
- CORBA : (en)Common Object Request Broker Architecture
- CORIG : Conception et réalisation en informatique de gestion
- COSAC :
  - Conférence des organes spécialisés dans les affaires communautaires
  - COmité Sectoriel Aérospatial de Certification[1] (de la COFREND, COnfédération FRançaise pour les Essais Non Destructifs)
- COSEC : Complexe sportif évolutif couvert
- COSIP : Compte de soutien à l'industrie des programmes audiovisuels (CNC)
- COTAM : Commandement du transport aérien militaire
- CPTAQ : Commission de protection du territoire agricole du Québec
- CRCAQ : Commission de la relève de la coalition avenir Québec
- CREPS : Centre régional d’éducation populaire et de sport [puis] Centre de ressources, d'expertise et de performance sportives
- CREST , entre autres :
  - Centre de recherche en économie et statistique
- CRICR : Centre régional d'information et de coordination routières (France)
- CRIJF : Conseil représentatif des institutions juives de France (France)
- CRMMP/CFTC : Commission de régulation du marché des matières premières (Commodity Futures Trading Commission, États-Unis)
- CROSS : Centre régional opérationnel de surveillance et de sauvetage (France)
- CROUS : Centre régional des œuvres universitaires et scolaires
- CSAIO : (en) Conference of Staff Associations of International Organizations, cf. CAPOI, Conférence des Associations du Personnel des Organisations Internationales
- CSDGS : Commission Scolaire des Grandes Seigneuries
- CSIRT : (en)Computer security incident response team (aussi Cyber Security Incident Response Team etc.)
- CSRPN : Conseil scientifique régional du patrimoine naturel
- CSTJF : Centre scientifique et technique Jean-Féger
- CTICM : Centre technique industriel de la construction métallique
- CUADI : Commission de l'Union Africaine pour le Droit International
- CUFOS : (en)Center for UFO Studies

- Haut – A
- B
- C
- D
- E
- F
- G
- H
- I
- J
- K
- L
- M
- N
- O
- P
- Q
- R
- S
- T
- U
- V
- W
- X
- Y
- Z

## D
- DAACO : détecteur-avertisseur autonome de monoxyde de carbone (ou détecteur autonome avertisseur de monoxyde de carbone)
- DABCO : 1,4-diazabicyclo[2.2.2]octane
- DAFCO : conseiller technique de recteur
- DAGPB : Direction de l'administration générale du personnel et des budgets
- DARES 
  - Direction de l'animation de la recherche, des études et des statistiques
- DARPA : (en)Defense Advanced Research Projects Agency
- DATAR : Délégation à l'aménagement du territoire et à l'attractivité régionale
- DDASS : Direction départementale des Affaires sanitaires et sociales (France)
- DDETS : Direction départementale de l'emploi, du travail et des solidarités, en France
- DDFPT : Directeur Délégué aux Formations Professionnelles et Technologiques, dans l'enseignement en France
- DEUST : Diplôme d'études universitaires scientifiques et techniques
- DGAFP : Direction générale de l'administration et de la fonction publique (France)
- DGDDI : Direction générale des douanes et droits indirects
- DGEFP : Délégation générale à l'emploi et à la formation professionnelle
- DGFiP : Direction générale des Finances publiques
- DGUHC : Direction générale urbanisme habitat et construction
- DHEPS : Diplôme des hautes études de pratiques sociales
- DIACT : Délégation interministérielle à l'aménagement et à la compétitivité des territoires
- DLNUF : Dites-le nous une fois, politique de l'administration française visant à éviter de redemander aux usagers des informations déjà fournies par ailleurs
- DMAIC : Définir Mesurer Analyser Innover Contrôler
- DNSEP : Diplôme national supérieur d'expression plastique
- DRASS : Direction régionale des Affaires sanitaires et sociales
- DREAL : Direction régionale de l'environnement, de l'aménagement et du logement
- DRESG : Direction des Résidents à l’Étranger et des Services Généraux
- DRIRE : Direction régionale de l'Industrie, de la Recherche et de l'Environnement
- DSDEN : Directeur des services départementaux de l'Éducation nationale
- DSLAM : (en)Digital Subscriber Line Access Multiplexor
- DUKPT : (en)Derived unique key per transaction, système de gestion de clé en cryptographie

- Haut – A
- B
- C
- D
- E
- F
- G
- H
- I
- J
- K
- L
- M
- N
- O
- P
- Q
- R
- S
- T
- U
- V
- W
- X
- Y
- Z

## E
- EABJM : École active bilingue Jeannine-Manuel
- ECDPC : (en)European Centre for Disease Prevention and Control, Centre européen de prévention et de contrôle des maladies
- ECPAD : Établissement de communication et de production audiovisuelle de la Défense
- EDCAF : (en)Enhanced Distributed Channel Access Function
- Edhec : École Des Hautes Études Commerciales
- EFREI : École d'ingénieur généraliste en informatique et technologies du numérique, anciennement École française d'électronique et d'informatique
- EHPAD : Établissement d'Hébergement pour Personnes Âgées Dépendantes
- EEIGM : École Européenne d'Ingénieurs en Génie de Matériaux
- eIDAS : (en)electronic identification and trust services, règlement européen sur l'identification électronique
- EIREL : École interarmées du renseignement et des études linguistiques
- EISTI : École Internationale des Sciences du Traitement de l'Information
- ELINT : (en)ELectronic INTelligence, espionnage électronique
- Emacs : (en)Editing MACroS
- ENAER : (es)Empresa Nacional de Aeronáutica de Chile (en), entreprise nationale aéronautique chilienne
- ENCPB : École nationale de chimie physique et biologie.
- ENFSI : (en)European Network of Forensic Science Institutes
- ENISE : École nationale d'ingénieurs de Saint-Étienne
- ENITA : École nationale d'ingénieurs des travaux agricoles
- ENIVL : École Nationale d'Ingénieurs du Val de Loire
- ENPJJ : École nationale de protection judiciaire de la jeunesse (France)
- ENSAD : École Nationale Supérieure des Arts décoratifs
- ENSCI : École nationale supérieure de création industrielle
- ENSAE 
  - en particulier : École Nationale de la Statistique et de l'Administration Économique
- ENSAI : École Nationale de la Statistique et d'Analyse de l'Information
- ENSAN  :
  - École nationale supérieure d'architecture de Nancy
  - École nationale supérieure d'architecture de Nantes
  - École nationale supérieure d'architecture de Normandie
- ENSAM  :
  - École nationale supérieure d'arts et métiers
  - École nationale supérieure agronomique de Montpellier
  - École nationale supérieure d'architecture de Montpellier
- ENSBA : École Nationale Supérieure des Beaux arts
- ENSCL : École Nationale Supérieure de Chimie de Lille
- ENSCM : École Nationale Supérieure de Chimie de Montpellier
- ENSCP : École Nationale Supérieure de Chimie de Paris
- ENSCR : École Nationale Supérieure de Chimie de Rennes
- ENSEA
- ENSEM : École Nationale Supérieure d'Électricité et de Mécanique
- ENSGI : École Nationale Supérieure de Génie Industriel
- ENSET : École Normale Supérieure de l'Enseignement Technique
- ENSIB : École Nationale Supérieure d'Ingénieurs de Bourges
- ENSIC : École Nationale Supérieure des Industries Chimiques
- ENSIL : École Nationale Supérieure d'Ingénieurs de Limoges
- ENSIM : École Nationale Supérieure d'Ingénieurs du Mans
- ENSMA : École Nationale Supérieure de Mécanique et d'Aérotechnique
- ENSMM : École Nationale Supérieure de Mécanique et des Microtechniques de Besançon
- ENSMN : École Nationale Supérieure des Mines de Nancy
- ENSPM : École Nationale Supérieure des Pétroles et des Moteurs (Institut Français du Pétrole)
- ENSPS : École nationale supérieure de physique de Strasbourg
- ENSTA : École nationale supérieure de techniques avancées (ENSTA ParisTech)
- ENTPE : École Nationale des Travaux Publics de l'État
- EONIA : (en)Euro OverNight Interest Average (taux)
- EPSCP : Établissement public à caractère scientifique, culturel et professionnel
- EPIRB : (en)Emergency Position Indicating Radio Beacon
- EPITA : École Pour l'Informatique et les Techniques Avancées
- Epner : École du Personnel Navigant d'Essais et de Réception
- EPROM : (en)Erasable Programmable Read Only Memory
- ERTMS : (en)European Rail Trafic Management System
- ESARR : (en)Eurocontrol Safety Regulatory Requirements
- ESIAB : École supérieure d’ingénieurs en agroalimentaire de Bretagne
- ESIAL : École Supérieur d'Informatique et Applications de Lorraine
- ESITH : École supérieure des industries du textile et de l'habillement - Casablanca, Maroc
- ESILV : École supérieure d'ingénieurs Léonard-de-Vinci
- ESCEM : École supérieure de commerce et de management
- ESIEC : École supérieure d'ingénieurs en Emballage et Conditionnement
- ESIEE : École supérieure d'ingénieurs en électronique et électrotechnique
- ESIEA : École supérieure d'informatique, électronique, automatique
- ESPCI : École Supérieure de Physique et de Chimie Industrielles de la ville de Paris (ESPCI ParisTech)
- ESSEC : École Supérieure des Sciences Economiques et Commerciales
- ESSCA : École Supérieure des Sciences Commerciales d'Angers
- ESTAC : Esperance Sportive Troyes Aube Champagne
- ESTIA : École Supérieure des Technologies Industrielles Avancées
- ETARE : Établissement répertorié[2]
- ETFMS : (en)Enhanced Tactical Flow Management System

- Haut – A
- B
- C
- D
- E
- F
- G
- H
- I
- J
- K
- L
- M
- N
- O
- P
- Q
- R
- S
- T
- U
- V
- W
- X
- Y
- Z

## F
- FACEL : Forges et ateliers de constructions d'Eure-&-Loir
- FACTS : (en)Flexible alternating current transmission system
- FADES : Fonds arabe pour le développement économique et social
- FAMAS : Fusil d'assaut de la Manufacture d'armes de Saint-Étienne
- FAPSE : Faculté de Psychologie et des Sciences de l'Éducation, Université de Genève, Suisse
- FARDC : Forces armées de la république démocratique du Congo
- FDEVS : Traditionnelle fête des étudiants Valais, Suisse
- FEDER  : 
  - Fonds européen de développement régional
- FEDME : (es)Federación Española de Deportes de Montaña y Escalada
- FEMIP : Facilité euro-méditerranéenne d'investissement et de partenariat, une branche de la Banque européenne d'investissement (BEI), exclusivement destinée aux pays méditerranéen.
- FEOGA : Fonds Européen d'Orientation et de Garantie Agricole.
- Fesac : Fédération des Entreprises du Spectacle vivant, de la musique, de l’Audiovisuel et du Cinéma (syndicat d’employeurs français)
- FIBEN : Fichier Bancaire des Entreprises (fichier Banque de France de notation des entreprises)
- FIDAL  :
  - Fidal (entreprise)
  - Fédération italienne d'athlétisme
- FINUL : Force Interimaire des Nations unies au Liban
- FIRAS : (en)Far InfraRed Absolute Spectrometer
- FLASH : Faculté des Lettres, Langues, Arts et Sciences Humaines, Bamako, Mali
- FNAEB : Fédération nationale des associations des étudiants en biologie (France), ancienne dénomination de la Fédération nationale des étudiants en sciences exactes naturelles et techniques
- FNAIM : Fédération Nationale des Agents Immobliers et Mandataires (en Fonds de Commerce)
- FNAMS : Fédération Nationale des agriculteurs multiplicateurs de semences
- FNARS : Fédération Nationale des Associations d'accueil et de Réinsertion Sociale
- FNJFC : Fédération Nationale des jardins familiaux et collectifs
- FNSEA : Fédération Nationale des Syndicats des Exploitants Agricoles
- FNSPF : Fédération nationale des sapeurs-pompiers de France
- FNUAP : Fonds des Nations unies pour la population
- FSALE : Fédération des sociétés d'anciens de la Légion étrangère
- FYROM : (en)Former Yugoslavian Republic of Macedonia

- Haut – A
- B
- C
- D
- E
- F
- G
- H
- I
- J
- K
- L
- M
- N
- O
- P
- Q
- R
- S
- T
- U
- V
- W
- X
- Y
- Z

## G
- GAFAM : Google, Apple, Facebook, Amazon, Microsoft
- GANIL : Grand Accélérateur National d'Ions Lourds
- GARAF : Groupe d’Aide pour la Recherche et l’Aménagement de la Faune
- GEAAC : Groupement Européen pour l'Assurance des Architectes et des Concepteurs
- GEPAN : Groupe d'étude des phénomènes aérospatiaux non identifiés
- GIANT : (en)Grenoble Innovation for Advanced New Technologies
- GIPME : Étude mondiale de la pollution dans le milieu marin (UNESCO)
- GIPSA-lab : Grenoble images parole signal automatique
- GIROS  : Groupe italien de recherche sur les orchidées sauvages
- GOODS : (en)Great Observatories Origins Deep Survey (« Relevé profond des origines par les grands observatoires »)
- GPMSE : Groupement professionnel des métiers de la sécurité électronique
- GPS&O : Grand Paris Seine et Oise, une structure intercommunale française du département des Yvelines
- GRALE : Groupement de recherche sur l'administration locale en Europe
- GRETA  : GRoupements d’ETAblissements
- GREYC : Groupe de Recherche en Informatique, Image, Automatique et Instrumentation de Caen
- GRIMP : Groupe de reconnaissance et d'intervention en milieu périlleux
- GSACM : Groupement des Sociétés d’Assurance à Caractère Mutuel
- GSIGN : Groupement de Sécurité et d'Intervention de la Gendarmerie Nationale
- GUUAM : (en)Georgia, Ukraine, Uzbekistan, Azerbaijan and Moldavia (« Géorgie, Ukraine, Ouzbékistan, Azerbaïdjan et Moldavie »)

- Haut – A
- B
- C
- D
- E
- F
- G
- H
- I
- J
- K
- L
- M
- N
- O
- P
- Q
- R
- S
- T
- U
- V
- W
- X
- Y
- Z

## H
- HALDE : Haute Autorité de Lutte contre les Discriminations et pour l'Égalité
- HDGTO : (en)Hard Driven Gate Turn-Off thyristor
- HESAM : Hautes Écoles Sorbonne Arts et Métiers (voir Hesam Université)
- HETEC : École supérieure des hautes études technologiques et commerciales
- HMONP : Habilitation à la maîtrise d'œuvre en son nom propre
- HTTPS : (en)HyperText Transfer Protocol Secure

- Haut – A
- B
- C
- D
- E
- F
- G
- H
- I
- J
- K
- L
- M
- N
- O
- P
- Q
- R
- S
- T
- U
- V
- W
- X
- Y
- Z

## I
- IATOS : Ingénieurs, administratifs, techniciens et ouvriers de Service (France)
- IBODE : Infirmier de Bloc Opératoire Diplômé d'État, en France
- ICCAT : (en)International Commission for the Conservation of Atlantic Tunas (« Commission internationale pour la conservation des thonidés de l'Atlantique »)
- ICMIF : (en)International Cooperative and Mutual Insurance Federation
- IDATE : Institut pour le développement et l'aménagement des télécommunications et de l'économie, puis Institut de l'audiovisuel et des télécoms en Europe
- IESEG : Institut d'économie scientifique et de gestion (France, Lille)
- IESAV : Institut d'études scéniques audiovisuelles et cinématographiques (Beyrouth, Liban)
- IFSIC : Institut de formation supérieure en informatique et communication (Rennes, France)
- IGADD : (en)Intergovernmental Authority on Drought and Development (« Autorité intergouvernementale sur la sécheresse et le développement »), ancien nom de (en)Intergovernmental Authority on Development (« Autorité intergouvernementale pour le développement »)
- IGÉSR : Inspection générale de l'éducation, du sport et de la recherche, en France
- IGRAB : (en)International Gay Rugby Association and Board
- IHEDN : Institut des hautes études de défense nationale (France)
- ILPGA : Institut de Linguistique et Phonétique Générales et Appliquées (France)
- IMOCA : (en)International Monohull Class Association
- IMPro : Institut médicoprofessionnel, établissement de formation professionnelle pour adolescents handicapés
- INAMI : Institut national d'assurance maladie invalidité (Belgique)
- INDAR : (en) Innovative Dissasembling Adhesives Research
- INDIA : Infocentre National des Dépenses et des Informations Associées
- INRAE : Institut national de recherche pour l'agriculture, l'alimentation et l'environnement
- INRAP : Institut national de recherches archéologiques préventives
- INRIA : Institut national de la recherche en informatique et automatique (France)
- INSAT :
  - (en) Indian National Satellite System (Inde)
  - Institut national des sciences appliquées de Toulouse (France, Toulouse)
  - Institut national des sciences appliquées et de technologie (Tunisie, Tunis)
- Insee : Institut national de la statistique et des études économiques (France)
- INSET :
  - (en) Integrated National Security Enforcement Teams (Canada)
  - Institut national spécialisé d'études territoriales (France)
- INSFA : Institut National Supérieur de Formation Agroalimentaire (France)
- InSIC : Institut Supérieur d'Ingénierie de la Conception
- INSPQ : Institut national de santé publique du Québec
- IPAAM : Institut de Préhistoire et d'Archéologie Alpes Méditerranée (France)
- IPBES : Plateforme Intergouvernementale Scientifique et Politique sur la Biodiversité et les services Ecosystémiques.
- IPCEI : Important Project of Common European Interest, en français Projet Important d'Intérêt Européen Commun (de)
- IPREM : Institut pluridisciplinaire de recherche sur l'environnement et les matériaux (France)
- IPSEN  :
  - Initiation aux premiers secours enfants et nourrissons
  - Institut des produits de synthèse et d'extraction naturelle, groupe pharmaceutique
- Iracm : Institut de recherche anti-contrefaçon de médicaments
- IRCAM: 
  - Institut de recherche et coordination acoustique/musique ;
  - Institut royal de la culture amazighe au Maroc.
- IRCGN : Institut de Recherche Criminelle de la Gendarmerie Nationale
- IRDES : Institut de recherche et de documentation en économie de la santé
- IRENA : Agence internationale pour les énergies renouvelables
- IRGIS : (en)Independent Regulators Group Information Sharing
- IRISL : (en)Islamic Republic of Iran Shipping Lines
- ISARA : Institut supérieur d'agriculture Rhône Alpes (France)
- ISCID :
  - Institut supérieur de Commerce international de Dunkerque (France)
  - (en) International Society for Complexity, Information and Design
- ISIGE : Institut supérieur d'ingénierie et de gestion de l'environnement (France)
- ISIMA :
  - Institut supérieur d'informatique, de modélisation et de leurs applications (France)
  - Institut supérieur d'informatique de Mahdia
- ISMEA  : Institut supérieur de microélectronique appliquée (France)
- ISMRA : Institut des sciences de la matière et du rayonnement (France)
- ISTCI : Institut Supérieur de Technologie de Côte d'Ivoire (Abidjan, Côte d'Ivoire)
- ISTQB : (en)International Standard Testing Qualification Board
- ITECH : Institut textile et chimique de Lyon (France)
- ISIGK : Institut supérieur d'informatique et de gestion de Kairouan (Tunisie)

- Haut – A
- B
- C
- D
- E
- F
- G
- H
- I
- J
- K
- L
- M
- N
- O
- P
- Q
- R
- S
- T
- U
- V
- W
- X
- Y
- Z

## J
- JASCO : compagnie interarmées de transmissions d'assaut de l'armée américaine pendant la guerre du Pacifique (Seconde Guerre mondiale)
- JASDF : (en) Japanese Air Self-Defense Force, force aérienne d'autodéfense japonaise
- JMSDF : (en)Japan Maritime Self-Defense Force, force maritime d'autodéfense japonaise

- Haut – A
- B
- C
- D
- E
- F
- G
- H
- I
- J
- K
- L
- M
- N
- O
- P
- Q
- R
- S
- T
- U
- V
- W
- X
- Y
- Z

## K
- K2000 : K 2000 (série télévisée)

- Haut – A
- B
- C
- D
- E
- F
- G
- H
- I
- J
- K
- L
- M
- N
- O
- P
- Q
- R
- S
- T
- U
- V
- W
- X
- Y
- Z

## L
- LaBRI : Laboratoire bordelais de recherche en informatique
- LACMA : (en)Los Angeles County Museum of Art (« Musée d'art du comté de Los Angeles »)
- LADOM : L'agence de l'outre-mer pour la mobilité
- LAEPT : Laboratoire Arc Électrique et Plasmas Thermiques (Clermont-Ferrand)
- LAGIS : Laboratoire d'automatique, génie informatique et signal (Lille)
- Laser (ou LASER) : (en)Light Amplification by Stimulated Emission of Radiation (« Amplification de la lumière par émission stimulée de rayonnement »)
- LBRUT : (en)London Borough of Richmond upon Thames (« Borough londonien de Richmond upon Thames »)
- LEGTA : Lycée d'enseignement général, technologique et professionnel agricole
- LHTEC : (en)Light Helicopter Turbine Engine Company (en), coentreprise entre Rolls-Royce et Honeywell dans le domaine des turbines pour hélicoptère léger
- Libor (ou LIBOR) : London interbank offered rate (« Taux interbancaire pratiqué à Londres »)
- LICRA : Ligue internationale contre le racisme et l'antisémitisme
- LIDAR : (en)Laser Imaging, Detection and Ranging (« Télédétection par laser »)
- LIFFE ou Liffe : (en)London International Financial Futures and options Exchange
- LIHSA : Lignes interurbaines de Haute-Savoie
- LIMSI : Laboratoire d'informatique pour la mécanique et les sciences de l'ingénieur (Orsay, France)
- LITEN : Laboratoire d'innovation pour les technologies des énergies nouvelles et les nanomatériaux
- LOINC : (en)Logical Observation Identifiers Names & Codes
- LSPCC : Lot de sauvetage et de protection contre les chutes
- LTECV : Loi relative à la transition énergétique pour la croissance verte, loi française
- LUCHA : Lutte pour le changement

- Haut – A
- B
- C
- D
- E
- F
- G
- H
- I
- J
- K
- L
- M
- N
- O
- P
- Q
- R
- S
- T
- U
- V
- W
- X
- Y
- Z

## M
- MACAO  :
  - Méthode d'analyse et de conception d'applications orientées objet ;
  - Multi Application Curvature Adaptive Optics
- MACIF : Mutuelle Assurance des Commerçants et Industriels de France et des cadres et des salariés de l'Industrie et du Commerce
- MAEDI : Ministère des affaires étrangères et du développement international (France)
- MAPAQ : Ministère de l'Agriculture, des Pêcheries et de l'Alimentation (Québec)
- MEDEF : Mouvement Des Entreprises de France
- MAGTF : Force tactique terrestre et aérienne des Marines
- MIAGE : Méthodes Informatiques Appliquées à la Gestion des Entreprises
- MIATE : Matière d’Intérêt Agronomique Issues du Traitement des Eaux
- MIDEN : Licence professionnelle Médiation de l'Information et du Document dans les Environnements Numériques
- MILDT : Mission interministérielle de lutte contre la drogue et la toxicomanie (France)
- MINOS : Manuel Interbancaire des Normes Opérations SIT
- MITIC :
  - Médias, images et technologies de l'information et de la communication
  - Le master Management et ingénierie des technologies de l'information et de la communication
  - Le master Méthodes informatiques et technologies de l'information et de la communication
- MNBAQ : Musée national des beaux-arts du Québec
- MODEM : Modulator/Demodulator ou Mouvement Démocrate
- MOROP : Fédération européenne des modélistes ferroviaires et amis des chemins de fer (de l'allemand 'MOdellbahn' (modélisme ferroviaire) et français 'euROPe').
- MTOUR : Ministère du Tourisme (Québec)

- Haut – A
- B
- C
- D
- E
- F
- G
- H
- I
- J
- K
- L
- M
- N
- O
- P
- Q
- R
- S
- T
- U
- V
- W
- X
- Y
- Z

## N
- NAAFA : (en)National Association to Advance Fat Acceptance
- NEDEX : Neutralisation, Enlèvement, Destruction des explosifs
- NHLPA : (en)National Hockey League Player's Association
- NHTSA : (en)National Highway Traffic Safety Administration
- NICAP : (en)National Investigation Committee on Aerial Phenomena
- NIFFF : (en)Neuchâtel International Fantastic Film Festival
- NIMBY : (en)Not In My BackYard, équivalent anglais du « pas de ça chez moi »
- NORAD  : 
  - (en)North American Aerospace Defense Command, Commandement de la défense aérospatiale de l'Amérique du Nord
  - (en)Norwegian Agency for Development Cooperation, agence d'État pour la coopération au développement de la Norvège
- NOTAR : (en)NO TAil Rotor, architecture d'hélicoptère sans rotor anti couple
- NPCIL : (en)Nuclear Power Corporation of India Limited
- NSDAP : (de)Nationalsozialistische deutsche Arbeiterpartei  (« Parti national-socialiste des travailleurs allemands »)
- NZAOA : (en)Net-Zero Asset Owner Alliance
- NZARH : (en)New Zealand Association of Rationalists and Humanists

- Haut – A
- B
- C
- D
- E
- F
- G
- H
- I
- J
- K
- L
- M
- N
- O
- P
- Q
- R
- S
- T
- U
- V
- W
- X
- Y
- Z

## O
- OASIS : 
  - (en)Organization for the Advancement of Structured Information Standards, organisation mondiale dans le domaine de l'informatique ;
  - (en) Online Aerospace Supplier Information System, base de données des organismes certifiés EN 9100 (fournisseurs de l'industrie aéronautique) ;
  - (en)Open Artwork System Interchange Standard (en), format d'échange de données pour la CAO de circuits intégrés ;
  - (en)Open Architecture System Integration Strategy (en), système d'exploitation d'Apple.
- OCTAM : Officier du Corps Technique et Administratif de la Marine (France)
- ODAPI : (en)Open Database Application Programming Interface
- ODMRP : (en)On-Demand Multicast Routing Protocol
- ONAPS : Observatoire national de l’activité physique et de la sédentarité (France)
- ONDAM : Objectif National des Dépenses de l'Assurance Maladie
- ONDAR : On n'demande qu'à en rire, émission
- ONDCP : (en)Office of National Drug Control Policy, Bureau de la politique nationale de contrôle de la drogue (États-Unis)
- ONDPS : Observatoire National de la Démographie des Professions de Santé (France)
- ONEMA : Office national de l'eau et des milieux aquatiques (France)
- ONERA : Office National d'Études et Recherches Aérospatiales
- ONIAM : Office national d'indemnisation des accidents médicaux
- ONISR : Observatoire national interministériel de sécurité routière (France)
- ONUCI : Opération des Nations unies en Côte d'Ivoire
- ONUDC : Office des Nations unies contre la drogue et le crime (UNODC en anglais, pour United Nations Office on Drugs and Crime)
- ONUDI : Organisation des Nations unies pour le développement industriel
- ONUST : Organisme des Nations unies chargé de la surveillance de la trêve
- OPHLM : Organisme d'habitations à loyer modéré (France)
- OPCVM : Organisme de placement collectif en valeurs mobilières (voir FCP et SICAV)
- ORSEC : Plan Orsec, organisation des secours (France)
- ONERA : Office national d'études et de recherches aérospatiales (France)
- ONERC : Observatoire national sur les effets du réchauffement climatique (France)
- ORATE : Observatoire en réseau de l'aménagement du territoire européen (France)

- Haut – A
- B
- C
- D
- E
- F
- G
- H
- I
- J
- K
- L
- M
- N
- O
- P
- Q
- R
- S
- T
- U
- V
- W
- X
- Y
- Z

## P
- PACES : Première année commune aux études de santé
- PACTE  : Parcours d’Accès aux Carrières de la fonction publique Territoriale, hospitalière et d’Etat
- PAIGC : Parti africain pour l'indépendance de la Guinée et du Cap-Vert
- PALOP : (pt)Países Africanos de Língua Oficial Portuguesa (« Pays africains de langue officielle portugaise »)
- PECVD : (en)Plasma Enhanced Chemical Vapor Deposition (« Dépôt chimique en phase vapeur assisté par plasma »)
- PERCO : Plan d’épargne retraite collectif (épargne salariale)
- PFIAB : (en)President's Intelligence Advisory Board
- PFRLR : Principes fondamentaux reconnus par les lois de la République
- PIBOR : (en)Paris Interbank offered rate (« taux interbancaire offert de Paris »)
- PISAI : Institut pontifical d’études arabes et d’islamologie, à Rome
- PMSMP : Période de Mise en Situation en Milieu Professionnel, pour les reconversions professionnelles en France
- PP13B : Pinnacle Point 13B
- PPKTP : (en)Periodically poled potassium titanyl phosphate (« titanyl phosphate de potassium polarisé périodiquement »)
- PPSMJ (ou PSMJ) : Personnes (ou publics ou population) placées sous main de justice, en France
- PQDCS : Programme québécois de dépistage du cancer du sein
- PsyEN : Psychologue de l'Éducation nationale, en France
- PUASP : (en)Postal Union of the Americas, Spain and Portugal (« Union postale des Amériques, de l'Espagne et du Portugal »)

- Haut – A
- B
- C
- D
- E
- F
- G
- H
- I
- J
- K
- L
- M
- N
- O
- P
- Q
- R
- S
- T
- U
- V
- W
- X
- Y
- Z

## Q
- QOTSA : (en)Queens of the Stone Age, groupe rock américain

- Haut – A
- B
- C
- D
- E
- F
- G
- H
- I
- J
- K
- L
- M
- N
- O
- P
- Q
- R
- S
- T
- U
- V
- W
- X
- Y
- Z

## R
- RADAR : (en)RAdio Detection And Ranging
- RAFGL : (en)Revised Air Force Geophysics Laboratory, un catalogue d'objets astronomiques
- RAMS : (en)Reliability, Availability, Maintainability and Safety
- RASED : Réseau d'aides spécialisées aux élèves en difficulté
- RBKUT : (en)Royal Borough of Kingston upon Thames (« Borough royal de Kingston upon Thames »)
- REAAP : Réseaux d'écoute, d'appui et d'accompagnement des parents
- RéATE : Réforme de l'Administration Territoriale de l'État
- RELIT : Règlement-Livraison de Titres, plateforme de règlement de la SICOVAM
- RENFE : (es)Red Nacional de los Ferrocarriles Españoles (« Réseau national des chemins de fer espagnols »)
- REPSS : Rapports d’évaluation des politiques de sécurité sociale (anciennement PQE)
- RESIF : Réseau sismologique et géodésique français[3]
- RMDSz : (hu)Romániai Magyar Demokrata Szövetség (« Union démocrate magyare de Roumanie »)
- RNCPS : Répertoire National Commun de la Protection Sociale
- RPIMa : Régiment de parachutistes d'infanterie de marine
- RQLTA : Revue québécoise de linguistique théorique et appliquée
- RSBAC : (en)Rule Set Based Access Control
- RSPBA : (en)Royal Scottish Pipe Band Association
- RSSIL : Rencontres Solutions Sécurité et Informatique Libre
- RUSTA : Réseau des Universités des Sciences et Technologies des pays d'Afrique au sud du Sahara

- Haut – A
- B
- C
- D
- E
- F
- G
- H
- I
- J
- K
- L
- M
- N
- O
- P
- Q
- R
- S
- T
- U
- V
- W
- X
- Y
- Z

## S
- SAAMB : Société anonyme des avions Marcel Bloch
- SABCA : Société Anonyme Belge de Constructions Aéronautiques
- SACEM :
  - Société des auteurs, compositeurs et éditeurs de musique,
  - Système d'aide à la conduite, à l'exploitation et à la maintenance
- SADEC : Communauté des États d'Afrique australe
- SADIR : Société anonyme des industries radioélectriques
- SAGEM : Société d’applications générales d’électricité et de mécanique
- SAIME : Système d'Aide et d'Interventions en Médecine Énergétique
- SAMLE : Société des amis du musée de la Légion étrangère
- SAMOA : Société Anonyme d’économie Mixte d’aménagement de la métropole Ouest Atlantique.
- SASEC : Société d'Animation Sociale et de l'Engagement Communautaire
- SAUCE : Standard Architecture for Universal Comment Extensions, protocole logiciel
- SCADA : (en)Supervisory Control And Data Access
- SC/APC : Style de connecteur pour fibre optique de la série SC.
- SCELF : Société civile des éditeurs de langue française
- SCETA : Société de contrôle et d'exploitation de transports auxiliaires
- SCORM : (en)Sharable Content Object Reference Model
- SCSMB : Sporting Club Saint Martin du Bec
- SC/SPC : Style de connecteur pour fibre optique de la série SC.
- SC/UPC : Style de connecteur pour fibre optique de la série SC.
- SDJES : Service départemental à la jeunesse, à l’engagement et aux sports (en France, administration départementale de la jeunesse et des sports)
- SDRAM : (en)Synchronous Dynamic Random Access Memory
- SECAM : Système séquentiel de couleur à mémoire
- SEDEE : Service d'enlèvement et de destruction d'engins explosifs
- SEGPA : Section d'enseignement général et professionnel adapté
- SEMOC : Section d'étude des mystérieux objets célestes
- SÉPAQ : Société des établissements de plein air du Québec
- SEPRA :
  - Service d'Expertise des Phénomènes de Rentrée Atmosphérique (1988 à 1999)
  - Service d'Expertise des Phénomènes Rares Aérospatiaux (2000 à 2004)
- SEURA : Société d'études d'urbanisme et d'architecture
- SFHOM : Société française d'Histoire des Outre-mers
- SFSIC : Société française des sciences de l'information et de la communication (France)
- SGACC : Secrétariat général à l'Aviation civile et commerciale, prédécesseur de la Direction générale de l'Aviation civile (DGAC)
- SGMAP : Secrétariat général pour la modernisation de l'action publique
- SGRAM : (en)Synchronous Graphic Random Access Memory
- SHARP 
  - (en)Super High Altitude Research Project
  - (en)SkinHeads Against Racial Prejudice
- SICAV : Société d’Investissement à Capital Variable (voir OPCVM)
- SIMCA : Société industrielle de mécanique et carrosserie automobile (France)
- SINPO : Code permettant à une station radioélectrique de réception de décrire la qualité des émissions reçues d'une station radioélectrique émettrice.
- SIPRI : (en)Stockholm International Peace Research Institute
- SIREN : Système d’Identification du Répertoire des Entreprises, dans le fichier SIRENE
- SIRET : Système d’Identification du Répertoire des Établissements, dans le fichier SIRENE
- SIRPA : Service d'informations et de relations publiques des armées (France)
- SIVOM : Syndicat Intercommunal à Vocation Multiple (France)
- SKEMA : (en)School of Knowledge, Economy and Management
- SMART : (en)Self Monitoring Analysis and Reporting Technology
- SMASS : (en)Small Main-Belt Asteroid Spectroscopic Survey (« Étude spectroscopique des petits objets de la ceinture principale d'astéroïdes »)
- SNALC : Syndicat national des lycées et collèges
- SNCFT : Société nationale des chemins de fer tunisiens
- SNCPA : Société nationale de cellulose et de papier alfa
- SNCTA : Syndicat national des contrôleurs du trafic aérien
- SNEPS : Syndicat National des Entreprises de Portage salarial
- Sovam : SOciété des Véhicules André Morin
- SPANC : Service public d'assainissement non collectif
- SPARC : (en)Scalable Processor Architecture
- SPICE :
  - (en)Simple Protocol for Independent Computing Environments, protocole de communication
  - (en)Simulation Program with Integrated Circuit Emphasis, logiciel de simulation circuits analogiques.
  - (en)Software Process Improvement and Capability dEtermination, méthode d'évaluation de processus appliquant la norme ISO/CEI 15504
  - (en)Space Planet Instrument C-matrix Events, ensemble de développement de la NASA
  - (en)Stratospheric Particle Injection for Climate Engineering (« Injection de particules dans la stratosphère pour l'ingénierie climatique »)
- SPIIL : Syndicat de la presse indépendante d'information en ligne
- SSTIC : Symposium sur la sécurité des technologies de l'information et des communications
- STAPS : Sciences et techniques des activités physiques et sportives (France)
- STARS : Special Tactic And Rescue Squad'(en)Special Tactic And Rescue Squad
- STBFT : Service technique des bâtiments, fortifications et travaux (France)
- STOVL : Short Take-Off Vertical Landing'(en)Short Take-Off Vertical Landing, décollage court et atterrissage vertical en aéronautique
- SUDOC : Système universitaire de documentation
- SUERF : The European Money and Finance Forum'(en)The European Money and Finance Forum, groupe de réflexion international sur l’économie financière (abréviation du nom d’origine « Société Universitaire Européenne de Recherches Financières »)
- SWATH : (en)Small Waterplane Area Twin Hull, catamaran à faible surface de flottaison
- SWIFT : (en)Society for Worldwide InterBank Financial, réseau interbancaire mondial de virement électronique
- SYMPA : Système de multi-postage automatique
- SYVAT : Mastère spécialisé en conduite des projets de SYstèmes intégrés aux Véhicules Aérospatiaux et Terrestres

- Haut – A
- B
- C
- D
- E
- F
- G
- H
- I
- J
- K
- L
- M
- N
- O
- P
- Q
- R
- S
- T
- U
- V
- W
- X
- Y
- Z

## T
- TACAN : Tactical Air Navigation'(en)Tactical Air Navigation, système de navigation aérienne militaire
- TAREC : Transmission automatique régénératrice et chiffrante
- TAFTA : (en)Transatlantic Free Trade Area (« Zone de libre échange transatlantique »)
- TCNSP : Table de coordination nationale en santé publique
- TCP/IP : Transmission Control Protocol/Internet Protocol'(en)Transmission Control Protocol/Internet Protocol
- Telco : Tata Engineering and Locomotive Company, devenu Tata Motors
- TÉLUQ : Télé-université, un des dix établissements qui forment le réseau de l'Université du Québec
- TETRA : TErrestrial Trunked RAdio'(en)TErrestrial Trunked RAdio
- TICAD : Tokyo International Conference on African Development'(en)Tokyo International Conference on African Development
- TJNAF : Thomas Jefferson National Accelerator Facility'(en)Thomas Jefferson National Accelerator Facility
- TLMEP : Tout Le Monde En Parle : émission de radio puis de télévision déclinée dans plusieurs pays
- TOEFL : Test Of English as a Foreign Language'(en)Test Of English as a Foreign Language
- TORRO : (en)Tornado and Storm Research Organisation
- TsAGI : (ru)Централный Аерогидродинамический Институт (ЦАГИ) (« Institut central d'aérohydrodynamique ») (Russie)
- TSSAM : Tri-Service Standoff Attack Missile'(en)Tri-Service Standoff Attack Missile, missile de croisière interarmes américain
- TVRMR : Société anonyme du Tramway à Vapeur de Rueil à Marly-le-Roi
- TWAIN : Technology Without An Interesting Name'(en)Technology Without An Interesting Name

- Haut – A
- B
- C
- D
- E
- F
- G
- H
- I
- J
- K
- L
- M
- N
- O
- P
- Q
- R
- S
- T
- U
- V
- W
- X
- Y
- Z

## U
- UACIF : Union des Aéro-clubs de l'Île-de-France (aéromodélisme)
- UDEAC : Union douanière et économique de l'Afrique centrale, devenue la CEMAC (Communauté économique et monétaire de l'Afrique centrale)
- UEMOA : Union économique et monétaire ouest-africaine
- UFEDP : Union fédérale des enquêteurs de droit privé
- UIGSE : Union internationale des guides et scouts d'Europe
- UIPRN : Universal International Premium Rate Number
- UISCN : Universal International Shared Cost Number
- UJLoG : Université Jean-Lorougnon-Guédé
- UNDRO : Bureau du Coordonnateur des Nations unies pour les secours en cas de catastrophe
- UNICV : Université du Cap-Vert
- UNIDO : Organisation des Nations unies pour le développement industriel
- UNIGE : Université de Genève
- UNIMA :
  - Université du Malawi
  - Union internationale de la marionnette
- UNIRS : Union nationale des institutions de retraite des salariés
- UNODC : (en)United Nations Office on Drugs and Crime (« Office des Nations unies contre la drogue et le crime »)
- UNREO : (en)United Nations Rwanda Emergency Office  (« Bureau des Nations Unies pour les secours d'urgence au Rwanda »)
- UNRWA : United Nations Relief and Works Agency for Palestine Refugees in the Near East, en français Office de secours et de travaux des Nations unies pour les réfugiés de Palestine dans le Proche-Orient
- UPAEP : Union postale des Amériques, de l'Espagne et du Portugal (sigle en espagnol et en français)
- UPE2A : Unité pédagogique pour élèves allophones arrivants, en France
- UPENN : (en)University of Pennsylvania, Université de Pennsylvanie
- URCAM : Union régionale des caisses d'assurance maladie
- URSSM : Union régionale de sociétés de secours minières, organisme régional de la sécurité sociale dans les mines française de 1946 à 2006
- USAFA : (en)United States Air Force Academy, académie de l'armée de l'air des États-Unis
- USMNT : (en)United States Men's National soccer Team, équipe des États-Unis de soccer
- USTCI : Université des Sciences et Technologies de Côte d'Ivoire (Abidjan, Côte d'Ivoire)
- USWNT : (en)United States Women's National soccer Team, équipe des États-Unis féminine de soccer

- Haut – A
- B
- C
- D
- E
- F
- G
- H
- I
- J
- K
- L
- M
- N
- O
- P
- Q
- R
- S
- T
- U
- V
- W
- X
- Y
- Z

## V
- VHEMT : Voluntary Human Extinction MovemenT'(en)Voluntary Human Extinction MovemenT
- VDNKh : (ru)ВДНХ, Выставка достижений народного хозяйства, station du métro de Moscou
- VOSTF : version originale sous-titrée en français
- VVPAT : (en)Voter-verified paper audit trail (voir machine à voter à vérification indépendante)

- Haut – A
- B
- C
- D
- E
- F
- G
- H
- I
- J
- K
- L
- M
- N
- O
- P
- Q
- R
- S
- T
- U
- V
- W
- X
- Y
- Z

## W
- WEIRD  : Western, educated, industrialized, rich and democratic
- WIMAX : World Interoperability for Microwave Access'(en)World Interoperability for Microwave Access
- WISPA : Women's International Squash Players Association'(en)Women's International Squash Players Association

- Haut – A
- B
- C
- D
- E
- F
- G
- H
- I
- J
- K
- L
- M
- N
- O
- P
- Q
- R
- S
- T
- U
- V
- W
- X
- Y
- Z

## X
- XHTML (eXtensible HyperText Markup Language) : langage de balisage permettant la création de pages web.

- Haut – A
- B
- C
- D
- E
- F
- G
- H
- I
- J
- K
- L
- M
- N
- O
- P
- Q
- R
- S
- T
- U
- V
- W
- X
- Y
- Z

## Y
- YAGNI : anglicisme, acronyme anglais de You ain't gonna need it
- YCbCr : espace de couleur dérivé de YUV (changement d'échelle) ; version en vidéo numérique de YPbPr
- YDbDr : espace de couleur du système de télévision SECAM
- YPbPr : espace de couleur dérivé de YUV (changement d'échelle) ; utilisé en vidéo analogique, voir YCbCr en vidéo numérique

- Haut – A
- B
- C
- D
- E
- F
- G
- H
- I
- J
- K
- L
- M
- N
- O
- P
- Q
- R
- S
- T
- U
- V
- W
- X
- Y
- Z

## Z
- ZePPt : (en)Zero-error Probabilistic Polynomial time, une théorie de probabilité.

- Haut – A
- B
- C
- D
- E
- F
- G
- H
- I
- J
- K
- L
- M
- N
- O
- P
- Q
- R
- S
- T
- U
- V
- W
- X
- Y
- Z